# Rüppells witkruinklauwier
Rüppells witkruinklauwier (Eurocephalus ruppelli) is een zangvogel uit de familie Laniidae (klauwieren). De soort werd voor het eerst geldig gepubliceerd door Bonaparte in 1853. De wetenschappelijke naam is vernoemd naar de Duitse zoöloog en ontdekkingsreiziger Eduard Rüppell.

## Kenmerken
Rüppells witkruinklauwier is 19-23 centimeter lang. Een volwassene heeft een witte kroon en romp, zwarte oogstrepen, een bruine rug en vleugels en een zwarte staart. De keel, borst en buik zijn wit, en de flanken zijn bruin. De seksen zijn qua kleuren gelijk, maar de juvenielen hebben een bruine kroon, witte kop kanten, en grijze borst.

## Verspreiding en leefgebied
De soort komt voor in het oosten van Afrika in Zuid-Soedan en van centraal Ethiopië tot in Tanzania.

## Status
De grootte van de populatie is niet gekwantificeerd maar de soort wordt omschreven als algemeen. Op de Rode lijst van de IUCN heeft deze soort de status niet bedreigd.